# Uvée

Schéma anatomique de l'œil humain.

L'uvée est la partie intermédiaire pigmentaire de l'œil. Elle est la tunique vasculaire qui comprend la choroïde, le corps ciliaire et l'iris. Cette membrane est séparée de la sclère par un espace suprachoroïdien et de la rétine par l'épithélium pigmentaire.